# Millenniekommun
Millenniekommun är en utnämning för svenska kommuner som arbetar för en bättre värld och för FN:s millenniemål. Projektet finansieras av Sida och drivs av Sveriges Kommuner och Landsting (SKL). 